# Alt-Nagelberg
Alt-Nagelberg (früher Klein-Nagelberg) ist eine Ortschaft in der Katastralgemeinde Nagelberg der Marktgemeinde Brand-Nagelberg im Bezirk Gmünd in Niederösterreich mit 551 Einwohnern (Stand 1. Jänner 2025).

## Geografie
Der von der Landesstraße L62 erschlossene Ort erstreckt sich längs des mehrfach gestauten Gamsbaches, in den im Ort von links der Saubach einmündet. Zur Ortschaft zählen auch die Rotte Holzschlag, die im Norden an Alt-Nagelberg anschließt, sowie die Ortslage Groß-Nagelberg. Am 1. April 2020 umfasste die Ortschaft 258 Adressen.

## Geschichte
Im Franziszeischen Kataster von 1823 wird der Ort als Klein-Nagelberg bezeichnet. Die Lage Groß-Nagelberg ist ein Gehöft nordwestlich von Alt-Nagelberg und das heutige Neu-Nagelberg trug früher die Bezeichnung Neue Hütte.
Urkundlich wurde 1635 eine Glashütte genannt. 1725 Kallmünzersche Glashütte in Alt-Nagelberg (Althütte). 1740 erfolgte die Neugründung einer Glashütte, seit 1811 existiert eine Glashütte in Neu-Nagelberg (Neuhütte), beide befanden sich ab 1858 im Besitz von Karl Stölzle und kamen damit zur Stölzle-Glasgruppe. 
Im Jahr 1822 wurde der Ort als Amt mit 17 Häusern genannt, das nach Brand eingepfarrt war, wohin auch die Kinder eingeschult wurden. Die Herrschaft Heidenreichstein besaß die Ortsobrigkeit, übte die Landgerichtsbarkeit aus, besorgte die Konskription und hatte die Grundherrschaft inne.
Laut Adressbuch von Österreich waren neben der Glasfabrik im Jahr 1938 ein Fleischer, ein Gastwirt und die Konsumgenossenschaft Alt-Nagelberg ansässig.
Gegen Ende des Zweiten Weltkrieges wurden in der Glasfabrik 53 Menschen, überwiegend ungarische Juden zur Zwangsarbeit eingesetzt. Der 1908 in Orosháza geborene Georg Robicsek, der als Zwangsarbeiter eingesetzt war, verfasste darüber ein Tagebuch, das 2018 veröffentlicht wurde.
Alt-Nagelberg wurde 1927 zum Marktort erhoben.

## Öffentliche Einrichtungen
In Alt-Nagelberg befindet sich ein Kindergarten und eine Volksschule.

## Verkehr
Die Waldviertler Schmalspurbahnen betreiben im Ort zwei Bahnhöfe und eine Haltestelle: Den Bahnhof Alt Nagelberg, den Bahnhof Alt Nagelberg Herrenhaus und im Ortsteil Holzschlag die Haltestelle Alt Nagelberg Fa. Ergo.
Durch Alt-Nagelberg verläuft weiters der Eisenwurzenweg.

## Kultur und Sehenswürdigkeiten
- Katholische Pfarrkirche Nagelberg hl. Josef der Arbeiter